# Bundu

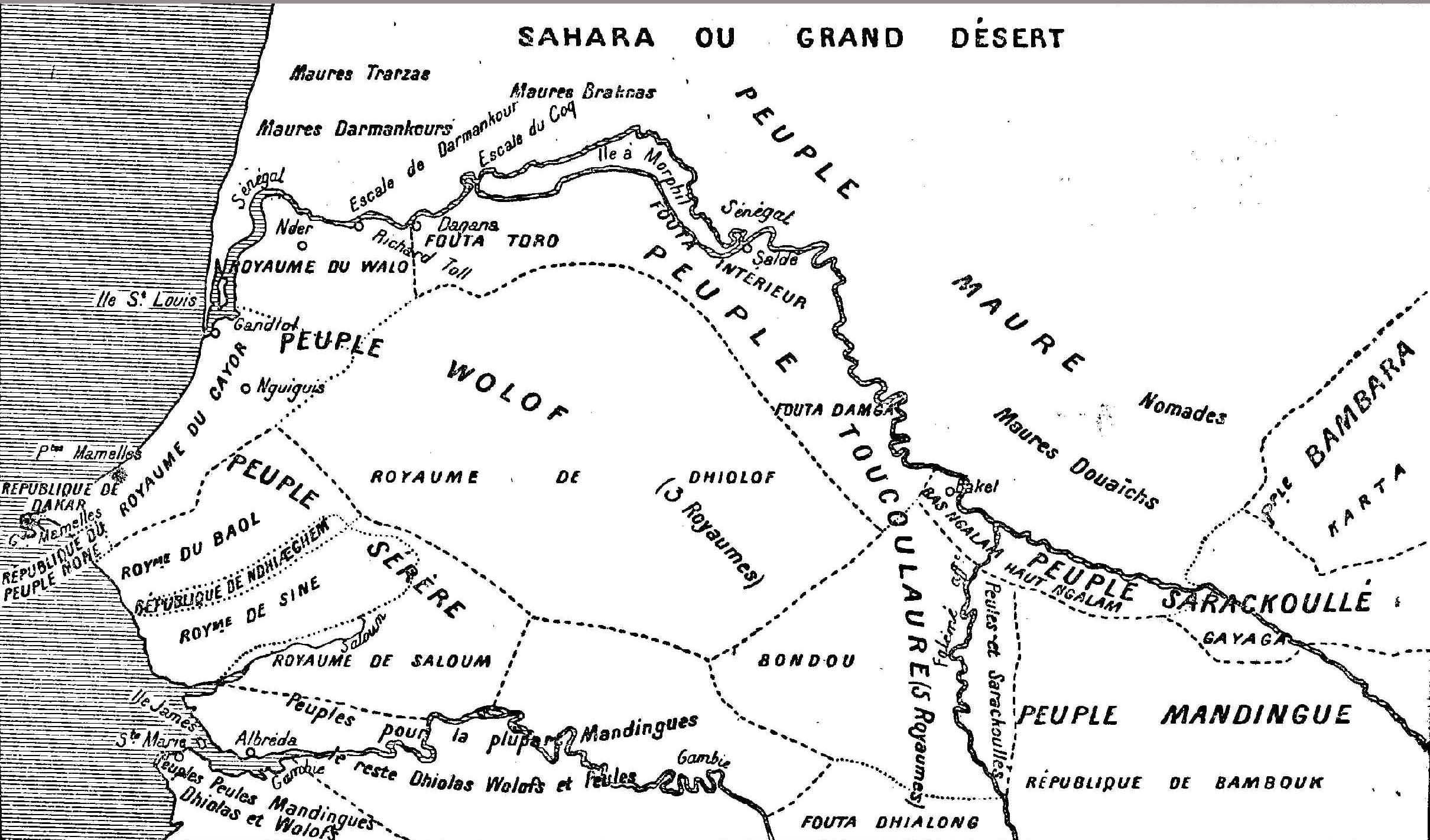
Grups ètnics de Senegal al voltant de 1850. Els estats pre-colonial és mostren en el centre inferior.

Bundu (També Bondu, Bondou i Boundou) fou un estat en Àfrica de l'oest, més tard un protectorat francès dins de la colònia del Senegal. Estava situat entre el riu Falémé i el curs superior del riu Gàmbia, que és entre 13 i 15 graus Nord, i 12 i 13 graus oest.

## Descripció
El país és un planell elevat, amb turons en les parts del sud i centrals. Aquests són generalment poc productives, i cobert amb fusta atrofiada; però el país baix és fèrtil, i finament cobert amb baobabs, tamarinds i diversos arbres de valuoses fruites. Bondu està travessat per torrents, els quals flueixen ràpidament durant les pluges però són buits en l'estació seca; tals corrents que són conegudes en aquesta part d'Àfrica de l'oest com a marigots.
Els habitants són majoritàriament fuls, encara que el comerç és en gran part a les mans dels mandings. La religió i les lleis del país són l'islam, encara que els preceptes d'aquella fe no són molt rigorosament observats.

## Història
Bondu va ser controlat pels governants Mande fins a la segona meitat del segle xvii quan els musulmans fuls van iniciar el que és considerat com la primera gihad dels fuls a l'Àfrica de l'oest. El regne fou fundat en data desconeguda a la segona meitat del segle xvii.
Mungo ParK, el primer viatger europeu a visitar el país, va passar a través de Bondu el 1795, i va haver de patir moltes exaccions del monarca regnant. La residència reial era llavors a Fatteconda; però quan el major William Gray, un agent britànic que va intentar solucionar el problema del Níger, va visitar Bondu el 1818 havia estat traslladada a Bulibani (Boolibany), una població de 1500-1800 habitants, envoltada per una forta paret d'argila. L'agost de 1845 el rei de Bondu va signar un tractat que reconeixia la sobirania francesa sobre el seu país. El tractat va ser desatès pels nadius, però el 1858 Bondu va caure definitivament sota control francès. El regne fou annexionat el 4 de febrer de 1905 si bé es van conservar els caps de cantó.

## Reis (Eliman i des de vers 1775 almami)
- 16? - 1699 Maalik Dawda Si
- 1699 - 1715 Bubu Maalik Si
- 1715 - 17? Tumaane Bubu Maalik Si
- 17? - 1731 Vacant
- 1731 - 1764 Maka Bubu Maalik Si
- 1764 Samba Tumaane Si
- 1764 - 177? Amadi Gay Si
- 177. - 1786 Amadi Gay Si
- 1786 - 1790 Muusa Gay Si
- 1790 - 1797 Seega Gay Si
- 1797 - 1799 Amadi Pate Gay Si
- 1799 - 1819 Amadi Aysaata Si
- 1819 - 1826 Muusa Yero Maalik Aysaata Si
- 1827 - 1835 Tumaane Muudi Si
- 1835 - 1837 Maalik Kumba Si
- 1837 - 1851 Saada Amadi Aysaata Si
- 1852 - 1853 Amadu Amadi Makumba Si
- 1853 - 1857 Umar Saane Si
- 1854 - 1856 Amadi Gay Si (en rebel·lió)
- 1857 - 1885 Bokar Saada Si (en rebel·lio des de 1856)
- 1885 - 1886 Umar Penda Si
- 1886 - 1888 Saada Amadi Saada Si
- 1888 - 1891 Amadi Cire Suma Si
- 1888 - 1891 Usuman Gassi Si (en rebel·lió, reconegut per França)
- 1891 - 1902 Maalik Ture Si
- 1902 - 1905 Vacant